# Agama agama
L'agama comune (Agama agama Linneus, 1750) è una specie di sauro appartenente alla famiglia Agamidae.

## Descrizione
È un sauro di dimensioni medio-piccole, che può raggiungere i 40 cm di lunghezza, dei quali oltre la metà dovuti alla coda. Al di fuori della stagione riproduttiva la livrea, sia dei maschi che delle femmine, è di colore bruno. Nel periodo riproduttivo i maschi sviluppano una colorazione molto appariscente: la testa ed il collo virano verso il rosso e l'arancio mentre il corpo e la coda diventano di colore blu scuro.

## Biologia

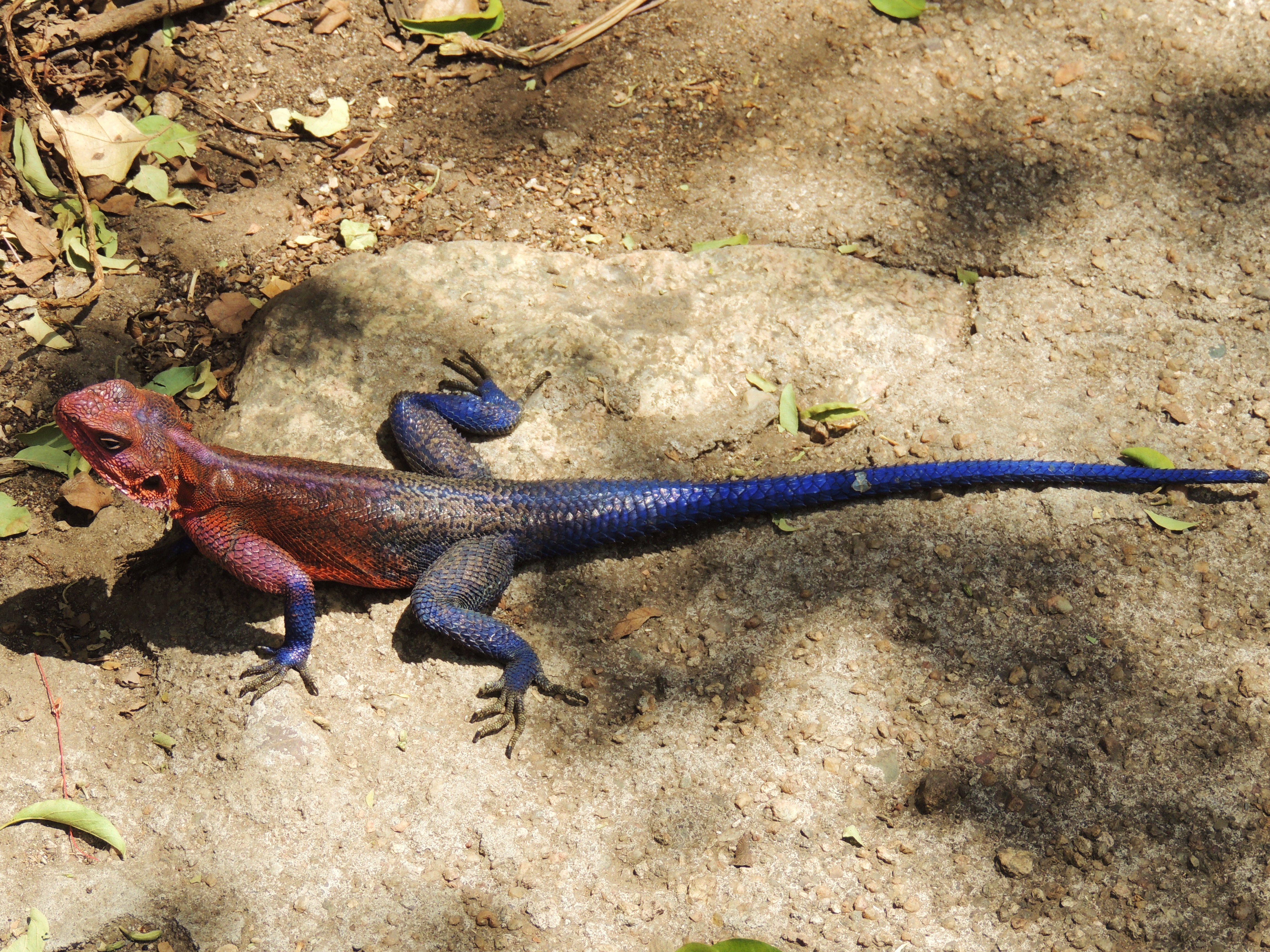
Maschio di lucertola agama delle rocce

Si nutre di insetti e si è ben adattata a vivere tra gli uomini.

### Riproduzione
Gli esemplari delle zone equatoriali hanno un periodo riproduttivo definito: i maschi producono spermatozoi tutto l'anno, ma le femmine possono deporre uova solo fra giugno e settembre, dopo le piogge, quando il cibo è abbondante e sostanzioso.

### Comportamento
Oltre ai colori, anche i singolari movimenti attirano l'attenzione. L'agama si rizza spesso sulle zampe anteriori, e in questo atteggiamento inizia una serie di movimenti della testa, che alza e abbassa con rapidità e armonia, aggiungendo alle flessioni del collo anche quelle degli arti. Finita l'esibizione, che può durare uno o due minuti, l'agama arcobaleno riprende la caccia alle formiche e ad altri insetti nelle fessure dei muri delle abitazioni o sulle rocce dei kopjes.

## Distribuzione e habitat
Vive in gran parte dell'Africa subsahariana, nei centri abitati o fra le rocce e gli sterpeti.